# Братское (Покровский район)
Братское (укр. Братське) — село, Андреевский сельский совет, Покровский район, Днепропетровская область, Украина.
Код КОАТУУ — 1224281202. Население по переписи 2001 года составляло 451 человек.

## Географическое положение
Село Братское находится на левом берегу реки Гайчур, выше по течению на расстоянии в 0,5 км расположено село Герасимовка, ниже по течению на расстоянии в 4 км расположено село Новоскелеватое, на противоположном берегу — село Андреевка. Рядом проходит железная дорога, станция Платформа 31 км в 2-х км.

## История
- 1927 год — дата основания.

## Экономика
- Молочно-товарная ферма.